# Бокове (Луганський район)
Бокове́ — село в Україні, у Лутугинській міській громаді Луганського району Луганської області.
Населення становить 32 осіб.

## Історія
Село Бокове належало до Таганрозького округу Області війська Донського.
Першими поселенцями хутора Бокове в XVII столітті були українські козаки, потім — кріпосні селяни.
7 (20) листопада 1917 року, відповідно до Третього Універсалу Української Центральної Ради, увійшло до складу Української Народної Республіки.  
У 1930 році в селі засновано колгосп «Червоний Борець», який згодом у 1964 році увійшов до складу колгоспу ім. Пархоменка.
12 червня 2020 року, відповідно до Розпорядження Кабінету Міністрів України № 717-р «Про визначення адміністративних центрів та затвердження територій територіальних громад Луганської області», увійшло до складу Лутугинської міської громади.
19 липня 2020 року, в результаті адміністративно-територіальної реформи та ліквідації  Лутугинського району, увійшло до складу новоутвореного Луганського району.